# Alburnus carinatus
Espèce
Synonymes
- Alburnus chalcoides aralensis Berg, 1923[2]
- Alburnus chalcoides carinatus Battalgil, 1941[3] [2]
- Alburnus chalcoides derjugini Berg, 1923[2]
- Alburnus chalcoides mentoides longicephala Tseeb, 1930[2]
- Alburnus chalcoides nicaeensis Battalgil, 1941[2]
- Alburnus chalcoides sapancae Battalgil, 1941[2]
- Alburnus chalcoides (Güldenstädt, 1772)[2]
- Alburnus latissimus Kamensky, 1901[2]
- Alburnus longissimus Warpachowski, 1892[2]
- Aspius heckelii Fitzinger, 1832[2]
- Aspius mento Perty, 1832[2]

Statut de conservation UICN

 EN B2ab(i,ii,iii,iv,v) : En danger
Alburnus carinatus (Manyas shemaya en anglais) est un poisson d'eau douce de la famille des Cyprinidae.

## Répartition
Alburnus carinatus est endémique de Turquie. Elle se rencontre dans les lacs Uluabat et Manyas. Bien que résistante, cette espèce voit sa population diminuer fortement notamment à cause de la pollution.

## Description
La taille maximale connue pour Alburnus carinatus est de 181 mm. Cette espèce vit dans les lacs et se reproduit dans les eaux vives des rivières et ruisseaux qui les alimentent.

## Publication originale
- Battalgil, 1941 : Les poissons des eaux douces de la Turquie. Revue de la Faculté des Sciences de l'Université d'Instanbul, sér. B : Sciences Naturelles, vol. 6, n. 1-2, p. 170-186.